# Biệt khu Thủ đô
Biệt khu Thủ đô là một Biệt khu trong tổ chức Quân khu và Khu Chiến thuật của Quân lực Việt Nam Cộng hòa trực thuộc Quân khu 3 và theo hệ thống điều hành của Bộ Tổng Tham mưu. Do địa bàn bảo an là trung tâm hành chính và quân sự của chính quyền Việt Nam Cộng hòa, nên tuy vùng hoạt động nhỏ gọn, nằm trọn hoàn toàn trong Quân khu 3, nhưng trách vụ nặng nề và quan trọng hơn. Vì vậy, vào cuối tháng 4 năm 1975, khi Biệt khu Thủ đô thất thủ, kéo theo sự sụp đổ của Chính thể Việt Nam Cộng hòa và tác động tan rã lực lượng của Quân đoàn IV dù binh lực gần như vẫn còn nguyên vẹn.

## Lịch sử hình thành
Sau khi Chính thể Việt Nam Cộng hòa chính thức thành lập ngày 26 tháng 10 năm 1956, toàn bộ Lãnh thổ Nam Việt Nam do Việt Nam Cộng hòa kiểm soát được chia thành 6 Quân khu gồm: 
1. Đệ Nhất Quân khu (Đông Nam phần)[1]
2. Đệ Nhị Quân khu (Bắc Trung phần)[2]
3. Đệ Tam Quân khu (Bắc Cao nguyên Trung phần và Bắc Duyên hải Miền Trung)[3]
4. Đệ Tứ Quân khu (Nam Cao nguyên Trung phần và Nam Duyên hải Miền Trung)[4]
5. Đệ ngũ Quân khu (Tây Nam phần)[5]
6. Quân khu Thủ đô.

Địa bàn của Quân khu Thủ đô đặc trách vùng Đô thành Sài Gòn-Chợ Lớn. Bộ Tư lệnh Quân khu Thủ đô đặt tại trại Lê Văn Duyệt, trên địa bàn quận 3, Sài Gòn cho đến tháng 4 năm 1975. Trụ sở Bộ Tư lệnh Biệt khu Thủ đô (tức Trại Lê Văn Duyệt) hiện nay chính là Bộ Tư lệnh Thành phố Hồ Chí Minh.

### Những biến động giai đoạn 1960-1967
- Xem thêm:
-Đảo chính ngày 11 tháng 11 năm 1960
-Đảo chính ngày 1 tháng 11 năm 1963
-Cuộc Chỉnh lý ngày 30 tháng 1 năm 1964
-Binh biến ngày 13 tháng 9 năm 1964
-Binh biến ngày 19 tháng 12 năm 1964
-Binh biến ngày 20 tháng 2 năm 1965

### Cải tổ và tiếp tục hoạt động
Ngày 1 tháng 6 năm 1961, Tổng thống Diệm đã ra sắc lệnh cải tổ các Quân khu thành các Vùng Chiến thuật, theo đó Quân khu Thủ đô được đổi thành Biệt khu Thủ đô, mở rộng địa bàn thêm tỉnh Gia Định, trực thuộc Vùng 3 Chiến thuật..
Ngày 21 tháng 11 năm 1962, Tổng thống Diệm đã ra Sắc lệnh số 213/QP, sửa đổi lại điều 2 do Sắc lệnh số 98/QP, chia lại các Địa bàn Quân sự thành 4 Vùng Chiến thuật và 1 Biệt khu Thủ đô.. Biệt khu Thủ đô trở thành một đơn vị cấp Quân khu Độc lập.
Ngày 2 tháng 7 năm 1965, Chủ tịch Ủy ban Hành pháp Trung ương Nguyễn Cao Kỳ đã ký Sắc lệnh số 124-QP "Đổi danh hiệu Biệt khu Thủ đô thành Quân khu Thủ đô". Theo điều 1 của Sắc lệnh: Ranh giới Quân khu Thủ đô tạm thời là ranh giới Biệt khu Thủ đô cũ, gồm Đô thành Sài Gòn-Chợ Lớn, tỉnh Gia Định.. Một năm sau, ngày 18 tháng 7 năm 1966, vẫn là Chủ tịch Ủy ban Hành pháp Trung ương Nguyễn Cao Kỳ, lại ký tiếp Sắc lệnh số 130/SL/QP đổi danh hiệu Quân khu Thủ đô thành Biệt khu Thủ đô và quy định: Ranh giới Biệt khu Thủ đô bao gồm Đô thành Sài Gòn-Chợ Lớn, tỉnh Gia Định và Đặc khu Côn Sơn. Biệt khu Thủ đô vẫn được đặt thuộc Vùng 3 Chiến thuật, có nhiệm vụ như một Khu Chiến thuật..
Ngày 1 tháng 7 năm 1970, chính phủ Việt Nam Cộng hòa thay đổi danh hiệu 4 vùng chiến thuật thành 4 quân khu. Quân khu 3 có thêm tỉnh (tiểu khu) Gia Định, theo đó địa bàn quân khu 3 có 11 tỉnh. Tuy nhiên về mặt khu chiến thuật, tiểu khu Gia Định vẫn nằm trong Biệt khu Thủ đô.
Nhiệm vụ gìn giữ an ninh tại Biệt khu Thủ đô rất phức tạp. Các cơ sở Trung ương. Các định chế Quốc gia như hành chánh, quân đội, cảnh sát, an ninh tình báo, các tòa Đại sứ. Bộ tư lệnh và Bộ chỉ huy của các quân binh chủng, các đơn vị yểm trợ, tiếp vận v.v... đều nằm trong phạm vi của Biệt khu.

## Biên chế tổ chức
- Dưới đây là biên chế tổ chức của Bộ Tư lệnh Biệt khu Thủ đô vào đầu năm 1975:

| Stt | Phòng Sở Trực thuộc | Chú thích | Stt | Phòng Sở Trực thuộc  | Chú thích |
| --- | ------------------- | --------- | --- | -------------------- | --------- |
| 1   | Bộ Tham mưu         |           | 6   | Phòng 3 Tác chiến    |           |
| 2   | Sở An ninh Quân đội |           | 7   | Phòng 4 Tiếp vận     |           |
| 3   | Phòng Tổng Quản trị |           | 8   | Phòng 5 Tâm lý chiến |           |
| 4   | Phòng 1 Nhân sự     |           | 9   | Phòng 6 Truyền tin   |           |
| 5   | Phòng 2 Tình báo    |           | 10  | Bộ Chỉ huy Pháo binh | -         |

### Đơn vị tác chiến trực thuộc
Lực lượng trực tiếp dưới quyền của Biệt khu Thủ đô gồm các Đại đội phiên hiệu từ 306 đến 310 đồn trú trong nội đô và ven đô; cùng Lực lượng các Phân khu, Tiểu khu (Tỉnh), các Chi khu (Quận) và Lực lượng Quân cảnh duy trì kỷ luật, hợp thành Liên đoàn An ninh Thủ đô. Ngoài ra còn có Lực lượng của các Bộ Tư lệnh, Bộ chỉ huy của các Quân, Binh chủng như Hải quân, Không quân, Sư đoàn Nhảy dù, Sư đoàn Thủy quân Lục chiến, Bộ chỉ huy Biệt động quân Trung ương, Bộ chỉ huy Thiết giáp và Liên đoàn Biệt cách Dù sẵn sàng ứng phó.

## Bộ Tư lệnh Biệt khu Thủ đô tháng 4/1975
| Stt | Họ và tên                            | Cấp bậc     | Chức vụ                   | Chú thích                                                      |
| --- | ------------------------------------ | ----------- | ------------------------- | -------------------------------------------------------------- |
| 1   | Nguyễn Văn Minh Võ bị Đà Lạt K4      | Trung tướng | Tư lệnh                   | Ngày 28/4/1975 Trung tướng Lâm Văn Phát đảm nhiệm chức vụ này. |
| 2   | Lý Bá Hỷ Võ bị Đà Lạt K3             | Chuẩn tướng | Tư lệnh phó               |                                                                |
| 3   | Ngô Văn Minh Võ khoa Thủ Đức K1      | Đại tá      | Tham mưu trưởng           |                                                                |
| 4   | Phạm Tài Điệt Võ khoa Nam Định       | Đại tá      | Chánh sở An ninh Quân đội |                                                                |
| 5   | Nguyễn Đạt Sinh Võ khoa Thủ Đức K4   | Trung tá    | Chỉ huy trưởng Pháo binh  |                                                                |
| 6   | Bùi Kim Nguyệt Hải quân Nha Trang K3 | Đại tá      | Tư lệnh Hải quân Biệt khu |                                                                |

## Chỉ huy trưởng, Tư lệnh, Tổng trấn qua các thời kỳ
| Stt | Họ và tên                                     | Cấp bậc     | Tại chức         | Chú thích |
| --- | --------------------------------------------- | ----------- | ---------------- | --- |
| 1   | Thái Quang Hoàng Võ bị Tông Sơn Tây           | Trung tướng | 4/1959-11/1961   | Tư lệnh Quân khu Thủ đô. Chức vụ sau cùng: Đại sứ Việt Nam Cộng hòa tại Thái Lan (1964) |
| 2   | Nguyễn Văn Là Võ bị Tông Sơn Tây              | Thiếu tướng | 11/1961-11/1964  | Tư lệnh Biệt khu Thủ đô. Chức vụ sau cùng: Tổng tham mưu phó đặc trách Bình định & Phát triển kiêm Tư lệnh Địa phương quân & nghĩa quân (1968-1974).                                            |
| 3   | Phạm Văn Đổng Võ bị Móng Cái                  | Thiếu tướng | 11/1964-3/1965   | Kiêm Tổng trấn Sài Gòn - Gia Định |
| 4   | Cao Văn Viên Võ bị Địa phương Vũng Tàu        | Thiếu tướng | 3/1965-5/1965    | Đương nhiệm Tư lệnh Quân đoàn III kiêm Tư lệnh Biệt khu Thủ đô |
| 5   | Vĩnh Lộc Võ bị Lục quân Pháp                  | Chuẩn tướng | 5/1965-6/1965    | Tư lệnh Biệt khu Thủ đô, kiêm Tổng trấn Đô thành Sài Gòn. Chức vụ sau cùng: Trung tướng, Tổng tham mưu trưởng (1975)                                                                            |
| 6   | Lê Nguyên Khang Võ khoa Nam Định              | Thiếu tướng | 6/1965-6/1966    | Tư lệnh Sư đoàn Thủy quân Lục chiến, kiêm Tư lệnh Biệt khu Thủ đô, kiêm Tổng trấn Đô thành Sài Gòn (1965-1968). Chức vụ sau cùng: Trung tướng, Phụ tá Tổng tham mưu trưởng, đặc trách Hành quân |
| 7   | Nguyễn Văn Giám Võ khoa Nam Định              | Đại tá      | 6/1966-6/1968    | Tư lệnh Biệt khu Thủ đô. Bị thương trong trận Mậu Thân 1968 do bị rocket của trực thăng Hoa Kỳ bắn nhầm                                                                                         |
| 8   | Nguyễn Văn Minh                               | Thiếu tướng | 6/1968-7/1971    | Tư lệnh Biệt khu Thủ đô kiêm Tổng trấn Đô thành Sài Gòn lần thứ 1 |
| 9   | Chung Tấn Cang Hải quân Nha Trang K1          | Trung tướng | 7/1971-3/1975    | Tư lệnh Biệt khu Thủ đô kiêm Tổng trấn Đô thành Sài Gòn. Chức vụ sau cùng: Tư lệnh Hải quân |
| 10  | Nguyễn Văn Minh                               | Trung tướng | 3/1975-28/4/1975 | Tái nhiệm Tư lệnh Biệt khu Thủ đô kiêm Tổng trấn Đô thành Sài Gòn lần thứ 2. |
| 11  | Lâm Văn Phát Võ bị Liên quân Viễn Đông Đà Lạt | Trung tướng | 29/4-30/4/1975   | Tư lệnh Biệt khu Thủ đô kiêm Tổng trấn Đô thành Sài Gòn cuối cùng |